# Alkaios (Komödiendichter)
Alkaios (altgriechisch Ἀλκαῖος Alkaios, lateinisch Alcaeus) war ein attischer Komödiendichter, der im 4. Jahrhundert v. Chr. wirkte. Mit seiner Komödie Pasiphae trat er 388 v. Chr. gegen den Plutos des Aristophanes an und erlangte den fünften Platz.

## Werke
Die Suda schreibt Alkaios zehn Komödien zu, von denen acht Titel und 33 Fragmente überliefert sind. Die Urheberschaft von sieben weiteren Fragmenten ist zweifelhaft.
Fünf dieser Werke sind Mythenparodien mit einem erotischen Schwerpunkt, so der Ganymedes (altgriechisch Γανυμήδης Ganymēdēs), Endymion (altgriechisch Ἐνδυμίων Endymiōn), Heilige Hochzeit (altgriechisch Ἱερὸς γάμος Hieros gamos; nach August Meineke wahrscheinlich die Hochzeit von Zeus und Hera), Kallisto (altgriechisch Καλλιστώ Kallistō) und Pasiphae (altgriechisch Πασιφάη Pasiphaē). Die zwei anderen Komödien Schwestern beim Ehebruch (altgriechisch Ἀδελφαὶ μοιχευόμεναι Adelphai moicheuomenai) und Palaistra (altgriechisch Παλαίστρα) sind Hetärenstücke.
Die Fragmente der Tragikomödie (altgriechisch Κωμῳδοτραγῳδία Kōmōdotragōdia) lassen keine Rückschlüsse auf die Handlung zu. Jedoch deutet der Titel auf einen metatheatralischen Inhalt hin.

## Ausgaben
- Rudolf Kassel, Colin Austin (Hrsg.): Poetae Comici Graeci. Vol. II: Agathenor–Aristonymus. Walter de Gruyter, Berlin, New York 1991, ISBN 3-11-012840-3, S. 3–15.
- Christian Orth (Hrsg.): Alkaios – Apollophanes: Alkaios, Ameipsias, Apollophanes. Einleitung, Übersetzung, Kommentar (= Fragmenta Comica. Band 9,1). Verlag Antike, Mainz 2013, ISBN 978-3-938032-63-3.